# Санті Касорла
Сантья́го «Са́нті» Касо́рла (ісп. Santiago Cazorla, нар. 13 грудня 1984, Льянера, Іспанія) — іспанський футболіст, півзахисник збірної Іспанії та іспанського клубу «Реал Ов'єдо».

## Клубна кар'єра
Вихованець футбольної школи клубу «Реал Ов'єдо».
2003 року молодий півзахисник уклав контракт з клубом «Вільярреал». Більшу частину свого дебютного сезону у новому клубі провів, виступаючи за нижчолігову команду дублерів «Вільярреал Б», а вже за рік, у сезоні 2004-05 почав активно залучатися до складу головної команди клубу.
Захищав кольори «Вільярреала» до 2006 року, в якому контракт гравця за €600 тисяч викупив інший представник іспанської Прімери, «Рекреатіво» з Уельви. Угода між клубами передбачала, що «Вільярреал» мав право повернути Касорлу за €1,2 млн.
По завершенні сезону сезоні 2006-07, в якому гравець був одним з лідерів «Рекреатіво», «Вільярреал» скористався цим правом і 2007 року повернув півзахисника. Цього разу він провів у складі клубу чотири сезони. Був ключовою фігурою у півзахисті команді, яка регулярно посідала високі місця у турнірній таблиці та була постійним учасником європейських кубків.
До складу клубу «Малага» приєднався 2011 року, трансферна сума склала €21 млн. Наразі встиг відіграти за клуб з Малаги 14 матчів в національному чемпіонаті.
В серпні 2012 перейшов до лондонського «Арсенала», де провів 6 років своєї ігрової кар'єри.
2018 року повернувся до складу рідного «Вільярреала». Станом на 25 вересня 2019 відіграв за клуб 41 матч у Ла-Лізі.

## Виступи за збірні
Протягом 2004–2006 років залучався до складу молодіжної збірної Іспанії. На молодіжному рівні зіграв у 7 офіційних матчах.
2008 року дебютував в офіційних матчах у складі національної збірної Іспанії. Наразі провів у формі головної команди країни 39 матчів, забивши 4 голи. У складі збірної був учасником чемпіонату Європи 2008 року в Австрії та Швейцарії, здобувши того року титул континентального чемпіона.
До складу збірної Іспанії на переможному для неї чемпіонаті світу 2010 року не потрапив, оскільки саме під час проведення мундіалю заліковував травму.

## Статистика виступів

### Статистика клубних виступів
| Сезон             | Команда           | Чемпіонат         | Чемпіонат | Чемпіонат | Єврокубки | Єврокубки | Єврокубки | Інші | Інші | Інші  | Усього | Усього |
| Сезон             | Команда           | Ліга              | Ігор      | Голів     | Ліга      | Ігор      | Голів     | Ліга | Ігор | Голів | Ігор   | Голів  |
| ----------------- | ----------------- | ----------------- | --------- | --------- | --------- | --------- | --------- | ---- | ---- | ----- | ------ | ------ |
| 2003-04           | «Вільярреал Б»    | ТД                | 40        | 4         | —         | —         | —         |      | —    | —     | —      | -      |
| 2003-04           | «Вільярреал»      | ПД                | 2         | 0         | —         | —         | —         |      | —    | —     | 2      | 0      |
| 2004-05           | «Вільярреал»      | ПД                | 29        | 2         | КУЄФА     | 11        | 4         |      | —    | —     | 40     | 6      |
| 2005-06           | «Вільярреал»      | ПД                | 23        | 0         | ЛЧ        | 2         | 0         |      | —    | —     | 25     | 0      |
| 2006-07           | «Рекреатіво»      | ПД                | 34        | 5         | —         | —         | —         |      | —    | —     | 34     | 5      |
| 2007-08           | «Вільярреал»      | ПД                | 36        | 5         | КУЄФА     | 7         | 1         | КІ   | 6    | 0     | 49     | 6      |
| 2008-09           | «Вільярреал»      | ПД                | 30        | 8         | ЛЧ        | 8         | 0         | КІ   | 1    | 0     | 39     | 8      |
| 2009-10           | «Вільярреал»      | ПД                | 24        | 5         | ЛЧ        | 4         | 1         | КІ   | 2    | 0     | 30     | 6      |
| 2010-11           | «Вільярреал»      | ПД                | 37        | 5         | ЛЧ        | 14        | 2         | КІ   | 4    | 1     | 55     | 8      |
| 2011-12           | «Малага»          | ПД                | 38        | 9         |           | —         | —         | КІ   | 4    | 0     | 42     | 9      |
| 2012-13           | «Арсенал»         | ПЛ                | 3         | 1         |           | —         | —         | КА   | 0    | 0     | 3      | 1      |
| Усього за кар'єру | Усього за кар'єру | Усього за кар'єру | 296       | 45        |           | 46        | 8         |      | 17   | 1     | 359    | 53     |

## Досягнення

### Командні
«Вільярреал»
- Володар Кубка Інтертото: 2004

«Арсенал»
- Володар Кубка Англії: 2013–14, 2014–15, 2016–17
- Володар Суперкубка Англії: 2014, 2015

«Ас-Садд»
- Чемпіон Катару: 2020-21, 2021-22
- Володар Кубка Еміра Катару: 2020, 2021
- Володар Кубка наслідного принца Катару: 2021
- Володар Кубка зірок Катару: 2019-20

Збірна Іспанії
- Чемпіон Європи:

2008, 2012

### Особисті
- Найкращий іспанський футболіст року:

2007